# Росси, Уго
У́го А́нджело Джова́нни Ро́сси (итал. Ugo Angelo Giovanni Rossi; род. 29 мая 1963, Милан, провинция Милан, Италия) — итальянский государственный деятель и политик, член партии за Трентино-Тирольскую автономию.
Президент автономной провинции Тренто в 2013—2018 годах. Президент автономной области Трентино-Альто-Адидже в 2014—2016 годах. Имеет высшее юридическое образование. Женат. Имеет сына.

## Биография
Родился в Милане в семье выходцев из коммуны Оссаны в Трентино-Альто-Адидже, переехавших в Ломбардию в 1950-х годах. Его ранние годы прошли между Миланом и Оссаной, где он иногда проводил летние месяцы со своими бабушкой и дедушкой по материнской линии. Переехал в Тренто закончив обучение в университете  и получив юридическое образование. Работал в сфере страхования и на железной дороге Тренто-Мале-Меццана. Женат. Имеет сына.

### Политическая карьера
В 1999 году вступил в партию за Трентино-Тирольскую автономию, в списке которой занял место советника коммуны Лавис. В 2002 году возглавлял организационную комиссию провинциального съезда партии, на котором был назначен организационным секретарём и членом исполкома партии. В 2003 году возглавлял избирательную комиссию во время провинциальных выборов.
На выборах в европарламент 2004 года был кандидатом партии в списке Южнотирольской народной партии. На партийном конгрессе, проходившем в 2005 году в Базельга-ди-Пине, был избран партийным секретарём провинции. С 2006 по 2008 год был членом объединённого комитета двенадцати.
9 ноября 2008 года был назначен комиссаром по вопросам здравоохранения и социальной политики Автономной провинции Тренто в III кабинете Деллаи, а затем в кабинете Пакера. В июле 2010 года провёл реформу здравоохранения. В марте 2011 года был инициатором принятия закона о семье и семейном обеспечении. Участвовал в завершении процесса, начатого в 2007 году, которым в Трентино был введён минимальный гарантийный доход. Также во время его работы в правительстве провинции в Тренто начал действовать Центр протонной терапии и был поднят вопрос о строительстве новой провинциальной больницы.
13 июля 2013 года одержал победу на первичных выборах президента автономной провинции Тренто от левоцентристской коалиции. 27 октября 2013 года победил на провинциальных выборах набрав 58,12 % голосов и стал президентом автономной провинции Тренто до 2018 года. Вступил в должность 9 ноября 2013 года.
27 февраля 2014 года был избран председателем областного совета Трентино-Альто-Адидже. 15 июня 2016 года на этом посту его сменил президент автономной провинции Больцано Арно Компачер, согласно ротации, установленной соглашением между двумя автономными провинциями в 2001 году.
30 марта 2018 года оказался в центре скандала за прямой отказ предоставить разрешение на проведение в Автономной провинции Тренто Марша гордости в Доломитах, который планировался местным ЛГБТ-сообществом. Рассчитывая на поддержку консервативно настроенных жителей провинции, Росси заявил, что определяет марш гордости как событие, которое «не способствует росту и укреплению общества Трентино и его имиджа». Его заявление вызывало разочарование многих левых партий в Трентино, а также Международной амнистии Италии, местного и национального ЛГБТ-сообществ.
На областных выборах 21 октября 2018 года его поддержала только партия за Трентино-Тирольскую автономию. Выборы он проиграл. Его обошли кандидаты от левоцентристов Джорджо Тонини и правоцентристов Маурицио Фугатти, который стал новым президентом Автономной провинции Тренто.